# Anarchopterus
Anarchopterus is een geslacht van straalvinnige vissen uit de familie van zeenaalden en zeepaardjes (Syngnathidae).

## Soorten
- Anarchopterus criniger (Bean & Dresel, 1884)
- Anarchopterus tectus (Dawson, 1978)